# Ельфледа (королева Мерсії)
Ельфледа (*Ælfflæd, д/н — після 849) — королева Мерсії у 840 році.

## Життєпис
Походила з династії Ікелінгів. Донька Кеолвульфа І, короля Мерсії. Замолоду вийшла заміж за сина короля Віглафа — Вігмунда. Про саму Ельфледу відомо замало.
У 840 році після смерті чоловіка її син Вігстан, який не був налаштовуваний на світське життя, передавши владу Ельфледі. Після зречення Вігстана, корона перейшла до родича останнього Беортвульф. Останній став вимагати у Ельфледи укласти шлюб з його сином Беорфрітом, проти якого був Вігстан. За це того було вбито Беортвульфом. Після цього Ельфледа стала дружиною Беорфріта. Подальша доля невідома.